# سعیدو آدیشینا
سعیدو آدیشینا (انگلیسی: Saidu Adeshina؛ زادهٔ ۴ آوریل ۱۹۸۳) بازیکن فوتبال اهل نیجریه است. در ۳ فوریه ۲۰۱۲ آدیشینا با باشگاه فوتبال کیاسو سوئیس قرار داد امضا کرد.